# 棚橋通雄
棚橋 通雄（たなはし みちお、1952年<昭和27年>7月27日 - ）は、日本の国土交通技官。中国地方建設局河川部長、国土交通省水資源部長、 建設技術研究所副社長等を務めた。

## 人物・経歴
岐阜県出身。1977年4月 建設省入省、1987年4月 九州地方建設局 (現・九州地方整備局) 河川計画課長、1988年5月 河川局開発課長補佐、1992年 (平成4年) 4月 沖縄開発庁北部ダム事務所長、大臣官房技術調査室環境安全技術調整室、1995年4月 河川局防災・海岸課建設専門室、1996年4月 東北地方建設局 (現・東北地方整備局) 岩手工事事務所長、1999年4月 中国地方建設局 (現・中国地方整備局) 河川部長。
土地･水資源局水資源部長。2006年11月から12月に開催された日中水資源交流会議に日本代表として出席。2007年5月31日、中国・上海で開催された国連「水と衛生に関する諮問委員会」に日本代表として出席。
退官後、ダム水源地環境整備センター常勤理事。2012年10月退任。同年11月 建設技術研究所理事、2013年3月 同取締役常務執行役員、同年4月 同技術本部長、2014年3月	同専務執行役員、2016年3月	同代表取締役副社長執行役員。

## その他役職
- 水源地域（水の里）の共同プロモーションに関する検討会 委員[5]
- 一般社団法人日本大ダム会議 理事[6]

## 栄典
2022年、秋の叙勲で瑞宝中綬章を受章。